# Cotulla
Cotulla é uma cidade localizada no estado norte-americano do Texas, no Condado de La Salle.

## Demografia
Segundo o censo norte-americano de 2000, a sua população era de 3614 habitantes.
Em 2006, foi estimada uma população de 3628, um aumento de 14 (0.4%).

## Geografia
De acordo com o United States Census Bureau tem uma área de
5,1 km², dos quais 5,1 km² cobertos por terra e 0,0 km² cobertos por água. Cotulla localiza-se a aproximadamente 125 m acima do nível do mar.

## Localidades na vizinhança
O diagrama seguinte representa as localidades num raio de 40 km ao redor de Cotulla.